# Sybra tonkinensis
Sybra tonkinensis är en skalbaggsart som beskrevs av Stefan von Breuning 1968. Sybra tonkinensis ingår i släktet Sybra och familjen långhorningar. Inga underarter finns listade i Catalogue of Life.